# أوتينغ أوتينغ
أوتينغ أوتينغ (بالإنجليزية: Oteng Oteng) (مواليد 9 يناير 1990) هو ملاكم بوتسواني، مثّل بلاده في الألعاب الأولمبية الصيفية 2012.

## روابط خارجية
أوتينغ أوتينغ على موقع اللجنة الأولمبية الدولية (الإنجليزية)
- أوتينغ أوتينغ على موقع أوليمبيديا (الإنجليزية)
- أوتينغ أوتينغ على موقع اتحاد ألعاب الكومنولث (مؤرشف) (الإنجليزية)